# Mahulena Nešlehová
Mahulena Nešlehová, roz. Hromádková (* 29. června 1944 Praha) je česká historička a kritička moderního výtvarného umění a kurátorka výstav. Jejím manželem byl malíř Pavel Nešleha (1937–2003).

## Život
Po maturitě na gymnáziu v Braníku (1962) studovala v letech 1962–1966 obory výtvarná výchova (prof. M. Míčko) a ruština na Pedagogické fakultě Univerzity Karlovy, kde obhájila diplomovou práci Skupina Osmy a její boj za umělecký názor (1966, Mgr.) Externě vystudovala dějiny umění (prof. Petr Wittlich) a estetiku na Filozofické fakultě Univerzity Karlovy. Studium ukončila obhajobou diplomové práce Bohumil Kubišta – analýza prací z let 1911–1918, která byla uznána jako rigorózní (1974, PhDr.) Absolvovala studijní pobyty v Paříži a Švýcarsku (1968), Holandsku a Belgii (1969), Paříži a Španělsku (1993), Varšavě a Krakovu (1994), Japonsku (1997) a Paříži (2002 a 2013).
V letech 1964–1968 byla průvodkyní Pražské informační služby. Od roku 1966 pracovala jako externí lektorka, v letech 1969–1975 jako odborná asistentka lektorského oddělení Národní galerie v Praze. Jako externí spolupracovnice Národní galerie se v letech 1975–1985 zabývala zpracováním publicistické činnosti českých výtvarníků z let 1907–1945. Zároveň byla v letech 1972–1983 editorkou 12 ročníků Československé uměnovědné bibliografie, vydávané Ústavem teorie a dějin umění ČSAV v Praze, v letech 1990–1998 členkou redakční rady časopisu Výtvarné umění.
Roku 1968 se provdala za malíře Pavla Nešlehu. Roku 1977 se manželům Nešlehovým narodila dcera Johanna.
Od roku 1991 byla odbornou a v letech 1992–2018 vědeckou pracovnicí Ústavu dějin umění AV ČR. Členkou české sekce AICA se stala v roce 1989. V letech 1999–2009 působila v Oborové radě pro doktorské studium na VŠUP. Od roku 1975 byla členkou ČFVU, od 1989 členkou výboru a v letech 1990–1991 místopředsedkyní teoretické sekce Unie výtvarných umělců (nástupce SČVU). V letech 1990–1995 byla kurátorkou Ceny Jindřicha Chalupeckého, 1990–1992 předsedkyní jury. 1997–1999 byla členkou jury Ceny Vladimíra Boudníka.
Působila jako členka výstavní komise galerie Atrium (1985–1989) a ve vědecké radě GVU v Olomouci (1991–1993). V roce 2011 se stala členkou Umělecké rady Ústavu umění a designu Západočeské univerzity v Plzni (nyní Fakulta umění a designu L. Sutnara) a od roku 2014 členkou Umělecké rady a Akviziční komise Musea Kampa – Nadace Jana a Medy Mládkových v Praze. Jako členka působila v nákupních komisích Národní galerie (1990–1993), Středočeské galerie (1991–1992), později ČMVU (1993–2008), Východočeské galerie v Pardubicích (1992–1998, 2002–2003), Muzea umění 0lomouc (1995–1999) a v letech 2003–2018 v GMU v Hradci Králové, GVU v Náchodě a v Horácké galerii v Novém Městě na Moravě; v roce 2014 se stala členkou nákupní komise Moravské galerie v Brně.

### Ocenění
- 1984 Čestné uznání nakl. Odeon (za monografii Bohumila Kubišty)[3]
- 2002 2. cena, Nejkrásnější kniha roku (za monografii Jana Koblasy)
- 2005 Cena Uměleckohistorické společnosti
- 2010 3. místo v soutěži Nejkrásnější české knihy roku (za monografii Hugo Demartini, editor s P. Wittlichem)
- 2023 Cena VIZIUM a uvedení do Síně slávy (Česká akademie vizuálního umění)[4]

## Dílo
V době normalizace jako členka komise výstavní síně Atrium přispěla k uskutečnění výstav režimem pronásledovaných umělců jako byli Hugo Demartini, Pavel Nešleha, Olbram Zoubek, Stanislav Judl, Hana Purkrábková, Karel Pauzer, Věra Janoušková, Josef Jíra, Vojtěch Adamec, ad. Podílela se na samizdatových sbornících Sborník památce Alberta Kutala, 1984, Sborník památce Jiřího Padrty, 1985, Sborník památce Václava Nebeského, 1986, Sborník památce Václava Navrátila, 1987.
Soustavně se zabývá dílem Bohumila Kubišty a výtvarníků, kteří proslavili české umění v 60. letech. Někteří po okupaci v srpnu 1968 byli nuceni emigrovat (Jan Koblasa, Jiří Valenta, Čestmír Janošek, Antonín Málek) ostatní tvořili v nelehkých podmínkách tzv. normalizace v letech 1969–1989 a až do pádu režimu patřili mezi pronásledované umělce (Bedřich Dlouhý, Aleš Veselý, Pavel Nešleha, Věra Janoušková, Karel Pauzer, Hana Purkrábková, ad.). Roku 1991 připravila výstavy Českého informelu a Antonína Tomalíka a podílela se na výstavě Situace 92 v Mánesu, kde byli v roce 1992 představeni zástupci tří generací poválečného moderního umění. Je spoluautorkou bilanční výstavy výtvarníků, kteří stáli u zrodu moderního českého poválečného umění koncem 50. let a v letech šedesátých s názvem Ohniska znovuzrození(1994).
Jako kurátorka Ceny Jindřicha Chalupeckého a členka vedení Galerie Václava Špály (1991, 1994, 1995) se podílela projektem Nová jména na uvedení řady výtvarníků nejmladší generace (Černický, Petrbok, Kintera, Holcová, ad.)

### Kurátorka výstav
- 1984 Bohumil Kubišta, Galerie Benedikta Rejta (Výstavní síň Okresní knihovny Luna), Louny
- 1988 Věra Janoušková: Červen 1988, Atrium na Žižkově, Praha
- 1988 Jitka Svobodová: Kresby: 1982–1998, Atrium na Žižkově, Praha
- 1988 Hana Purkrábková, Karel Pauzer, Atrium na Žižkově, Praha
- 1991 Český informel, Severočeská galerie výtvarného umění v Litoměřicích
- 1991 Český informel. Průkopníci abstrakce z let 1957–1964, Staroměstská radnice, Praha
- 1991 Český informel. Strukturální fotografie, okruh bratislavských konfrontací a autoři mimo hlavní proud, Galerie Václava Špály, Praha
- 1991 Antonín Tomalík: Výběr z díla 1957–1968, Staroměstská radnice, Praha
- 1991 Laureáti Ceny Jindřicha Chalupeckého za rok 1990 (V. Kokolia, J. Ambrůz, F. Skála), Galerie Václava Špály, Praha
- 1991 Adéla Matasová, Nová síň, Praha
- 1991 Nová jména, Galerie Václava Špály, Praha
- 1991/1992 František Janoušek 1890–1943: Obrazy a kresby, Mánes, Praha
- 1992 Situace 92, Mánes, Praha
- 1992 Bohumil Kubišta (1884–1918), Galerie výtvarného umění v Litoměřicích
- 1992 Cena Jindřicha Chalupeckého za rok 1991 (Fr. Skála), Galerie Václava Špály, Praha
- 1992 Zdeněk Sýkora, Nová síň, Praha
- 1993 Bohumil Kubišta (1884–1918), Národní galerie (Valdštejnská jízdárna), Praha
- 1993 Bohumil Kubišta (1884–1918), výběr z díla, Museum umění, Olomouc
- 1994 Nová jména, Galerie Václava Špály, Praha
- 1994 Ohniska znovuzrození, Městská knihovna Praha (společně s M. Judlovou-Klimešovou, V. Lahodou, V. Erbenem, K. Srpem, L. Bydžovskou a R. Šváchou)
- 1995 Nová jména, Galerie Václava Špály, Praha
- 1995 Cena Jindřicha Chalupeckého (M. Gabriel), Galerie Václava Špály, Praha
- 1995/1996 Jiří Valenta (1936–1991): Souborné dílo / Gesamtwerk, Valdštejnská jízdárna Praha, Dům umění Ostrava, Museum Bochum (s Janem Koblasou)
- 1996 Pavla Mautnerová, Robert Piesen, Galerie Klatovy – Klenová (Dům u Bílého jednorožce), Klatovy
- 2003 Miloslav Hotový: Práce z šedesátých let, Galerie Ztichlá klika, Praha (s Petrem Porçalem)
- 2003 Hana Purkrábková: Lepší už to nebude, Galerie Navrátil, Praha
- 2004 Vlastislav Hofman: 1884–1964: Kubista nejtvrdošíjnější / The Arch-Cubist, Obecní dům, Praha (společně s R. Šváchou a J. Hilmerou)
- 2005 Karel Pauzer: Trochu přírodopisu, Galerie umění Karlovy Vary
- 2005 Hana Purkrábková: Vybraná společnost, Galerie umění Karlovy Vary
- 2007 Zaostalí Forever, Městská knihovna Praha, Praha (s P. Wittlichem)
- 2010/ Realita je víc než fikce: Asambláž jako tvůrčí princip v českém umění 60. a 70. let, Dům pánů z Kunštátu, Brno
- 2011/2012 Bohumil Kubišta: Dvě zátiší z roku 1911, Galerie výtvarného umění v Chebu
- 2013 Pavel Nešleha: Možnosti zobrazení, Galerie VŠUP, Praha
- 2013 Pavel Nešleha, Sedimenty paměti IV., AJG – Wortnerův dům, České Budějovice
- 2014 Jan Koblasa: Tauromachie, Výběr z grafické tvorby, Galerie Ztichlá klika, Praha
- 2014 Pavel Nešleha – Poutalo mě světlo..., Severočeská galerie výtvarného umění, Litoměřice
- 2014 Bohumil Kubišta 130: Grafika (První souborná výstava grafického díla), Galerie Zdeněk Sklenář, Praha
- 2015 Informel a jeho přesahy, Galerie výtvarného umění v Chebu
- 2015 Eden – Koblasova země (Zveřejnění autorova daru), Dům U Zlatého prstenu, Praha
- 2015 Petr Bareš: Podnětné exprese, Atrium Žižkov, Praha
- 2015/2016 Bohumil Kubišta: Grafika, Dům U Jonáše, Pardubice
- 2016 Bez začátku, bez konce. Pocta Aleši Veselému, Museum Kampa – Nadace Jana a Medy Mládkových, Praha (s A. Bartkovou)
- 2016 Pavel Nešleha: Via Canis, Museum Kampa – Nadace Jana a Medy Mládkových, Praha
- 2016 Jan Koblasa & Sonia Jakuschewa, Skrytá poselství /Hidden Messages, SČGVU, chrám Zvěstování Panně Marii, Litoměřice
- 2017/2018 Vlastislav Hofman (1884–1964): Pocta invenci / A Tribute to Invention, GVU v Ostravě, Dům umění (společně s M. Svobodovou a V. Velemanovou)
- 2019/2020 Bedřich Dlouhý: Moje gusto – Výběr z díla / What I Like – Selected Works, GHMP, Městská knihovna Praha
- 2023 Hana Purkrábková: Ze života / From Life, Museum Kampa - Nadace Jana a Medy Mládkových
- 2023 Antonín Tomalík: Mezi svými, GVU v Ostravě, Dům umění